# Guy Ryder

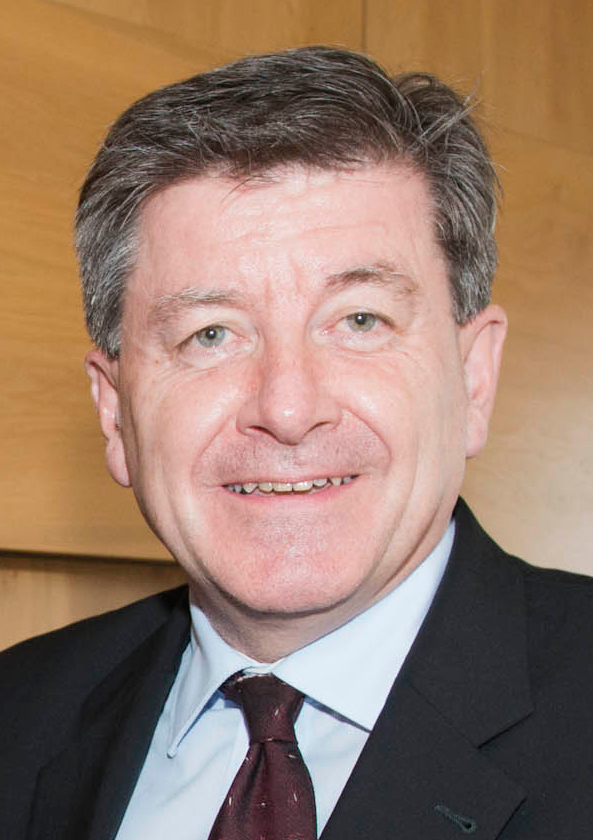
Guy Ryder (2014)

Guy Ryder CBE (geboren am 3. Januar 1956 in Liverpool) ist ein britischer Politikwissenschaftler und Gewerkschafter. Von 2012 bis 2022 war er Generaldirektor der Internationalen Arbeitsorganisation (ILO).

## Ausbildung
Ryder studierte Sozial- und Politikwissenschaften an der University of Cambridge und danach Lateinamerikanistik an der University of Liverpool. Er spricht neben Englisch fließend Französisch und Spanisch.

## Karriere
1981 wurde Ryder Assistent der internationalen Abteilung des britischen Gewerkschaftsdachverbandes Trades Union Congress in London.
Ab 1985 war er Sekretär der Abteilung Industrie und Handel der International Federation of Commercial, Clerical, Professional and Technical Employees (FIET) in Genf.
1988 wurde er stellvertretender Direktor im Genfer Büro des Internationalen Bundes Freier Gewerkschaften (ICFTU), 1993 wurde er zum Direktor ernannt.
1998 wechselte Ryder zur Internationalen Arbeitsorganisation (ILO) als Direktor des Büros für Arbeitnehmerprogramme, 1999 wurde er Direktor des Büros des Generalsekretärs. In dieser Zeit wurde die Decent Work Agenda der ILO veröffentlicht, die von vielen internationalen Organisationen unterstützt wurde.
2002 wurde Ryder zum Generalsekretär des ICFTU, das seine Zentrale in Brüssel hat, ernannt. Er leitete einen Prozess der globalen Vereinigung der internationalen demokratischen Gewerkschaftsbewegungen ein. Er war eine der führenden Persönlichkeiten des Global Call to Action Against Poverty (deutsch Globaler Aufruf zum Kampf gegen Armut) (GCAP), als dessen Sprecher er beim World Summit 2005 auftrat.  2006 wurde der Internationale Gewerkschaftsbund (ITUC) gegründet, Guy Ryder wurde der erste Generalsekretär und leitete die Delegationen bei den Gesprächen mit den Vereinten Nationen, dem Internationalen Währungsfonds, der Weltbank, der Welthandelsorganisation und bei den  G20-Gipfeln.
Im September 2010 ging Ryder als Exekutivdirektor zurück zur ILO nach Genf, wo er Verantwortung für internationale Arbeitsstandards und Grundrechte im Bereich Arbeit übernahm. Neben anderen Aufgaben überwachte er die Einhaltung der ILO-Vereinbarungen und -Empfehlungen und leitete ILO-Projekte zu Arbeitsstandards in verschiedenen Staaten, darunter Bahrain, Kolumbien, Fidschi, Georgien, Griechenland, Myanmar und Eswatini.
Im Mai 2012 wurde Guy Ryder zum ILO-Generaldirektor gewählt. Bei seinem Amtsantritt am 1. Oktober 2012 kündigte er an, dass die Organisation ihre Prinzipien in entschlossenes Handeln umsetzen werde und alles tun werde, um das Arbeitsleben von Menschen auf allen Kontinenten zu verbessern. Um dies sicherzustellen, würden umfangreiche Reformprozesse in der Organisation in Gang gesetzt.
Am 7. November 2016 wurde Ryder mit überwältigender Mehrheit für eine zweite Amtszeit ab 2017 wiedergewählt.

## Auszeichnungen
Ryder wurde 2009 zum Commander of the Order of the British Empire (CBE) ernannt.

## Privates
Guy Ryder ist Mitglied des Lenkungsbeirats von International Gender Champions, einer Organisation, die sich Geschlechtergerechtigkeit in internationalen Organisationen zur Aufgabe gemacht hat.